# Scleromystax
Scleromystax — рід підродини Corydoradinae родини Панцирні соми ряду сомоподібних. Має 4 види. Раніше відносили до роду Corydoras.

## Опис
Загальна довжина представників цього роду коливається від 5 до 10 см. Голова помірно велика, з загостреним рилом. Біля останнього присутні 3 пари вусиків. З них 1 пара розташована на верхній частині, 2 пари — на нижній щелепі. На зябровій кришці є одонтоди, а у самців в преоперкулярній та оперкулярній області. Тулуб витончений. Спинні та грудні плавці доволі великі, у самців у 2-3 рази більше ніж у самиць. Перші промені грудних плавців довша за інші. На череві у самців розташовані сосочки, що використовуються при розмноженні. Жировий плавець невеличкий. Хвостовий плавець доволі довгий, розрізаний.
Забарвлення коричневе або чорне зі світлими цяточками або смужками у вигляді чудернацьких візерунків. Самці більш яскраво розфарбовані.

## Спосіб життя
Зустрічають у прісних водоймах, що впадають в Атлантичний океан, а також водойми з середньою течією. Тримається невеличкими зграями. Активні вдень. Живляться дрібними водними безхребетними.

## Розповсюдження
Є ендеміками Бразилії, у південній та південно-східній частинах.

## Види
- Scleromystax barbatus
- Scleromystax macropterus
- Scleromystax prionotos
- Scleromystax salmacis

## Тримання в акваріумах
Підходить ємність від 100—150 літрів. На дно насипають дрібний пісок темних тонів. Зверху укладають опале листя і гілки. Не завадять корчі і каміння неправильної форми. Рослини актуальні уздовж задньої стінки. Мирні. Містять групою від 5 особин. Необхідно період карантину для сомиків, який слід здійснювати в окремому акваріумі не менше 1,5-2 місяців. Сусідів краще звести до мінімуму. Підійдуть дрібні харацинові роду Аксельрод і нанностомуси. Можна підселити і карликових коридорасів — C. hastatus, C. habrosus, C. pygmaeus. Їдять в неволі будь-який харч для акваріумних риб. З технічних засобів знадобиться внутрішній фільтр середньої потужності для створення помірної течії, компресор. Температура тримання повинна становити 17-23 °C.